# Емілі Гуд Вестакотт
Емілі Гуд Вестакотт (англ. Emily Hood Westacott; 6 травня 1910 — 9 жовтня 1980) — колишня австралійська тенісистка.
Перемагала на турнірах Великого шолома в одиночному розряді.

## Фінали турнірів Великого шолома

### Одиночний розряд: 2 (1–1)
| Результат | Рік  | Турнір              | Покриття | Суперниця         | Рахунок       |
| --------- | ---- | ------------------- | -------- | ----------------- | ------------- |
| Поразка   | 1937 | Чемпіонат Австралії | Трава    | Ненсі Вінн-Болтон | 3–6, 7–5, 4–6 |
| Перемога  | 1939 | Чемпіонат Австралії | Трава    | Нелл Гопмен       | 6–1, 6–2      |

### Парний розряд: 5 (3–2)
| Результат | Рік  | Турнір              | Покриття | Партнерка          | Суперниці                                  | Рахунок       |
| --------- | ---- | ------------------- | -------- | ------------------ | ------------------------------------------ | ------------- |
| Перемога  | 1930 | Чемпіонат Австралії | Трава    | Маргарет Моулсворт | Марджорі Кокс Кроуфорд Сільвія Ланс-Гарпер | 6–3, 0–6, 7–5 |
| Перемога  | 1933 | Чемпіонат Австралії | Трава    | Маргарет Моулсворт | Джоан Гартіґан Марджорі Ґладман            | 6–3, 6–2      |
| Перемога  | 1934 | Чемпіонат Австралії | Трава    | Маргарет Моулсворт | Джоан Гартіґан Ула Валкенбурґ              | 6–8, 6–4, 6–4 |
| Поразка   | 1937 | Чемпіонат Австралії | Трава    | Нелл Гопмен        | Телма Койн-Лонґ Ненсі Вінн-Болтон          | 2–6, 2–6      |
| Поразка   | 1939 | Чемпіонат Австралії | Трава    | Мей Гардкасл       | Телма Койн-Лонґ Ненсі Вінн-Болтон          | 5–7, 4–6      |

### Мікст: 2 (2 поразки)
| Результат | Рік  | Турнір              | Покриття | Партнер      | Суперник і суперниця                 | Рахунок  |
| --------- | ---- | ------------------- | -------- | ------------ | ------------------------------------ | -------- |
| Поразка   | 1931 | Чемпіонат Австралії | Трава    | Обрі Віллард | Марджорі Кокс Кроуфорд Джек Кроуфорд | 5–7, 4–6 |
| Поразка   | 1934 | Чемпіонат Австралії | Трава    | Рей Данлоп   | Джоан Гартіґан Едґар Мун             | 3–6, 4–6 |